# Typhlops tycherus
Typhlops tycherus là một loài rắn trong họ Typhlopidae. Loài này được Townsend, Wilson, Ketzler & Luque-Montes mô tả khoa học đầu tiên năm 2008.